# Maritime Telephone and Telegraph Company
Pour les articles homonymes, voir MTT.

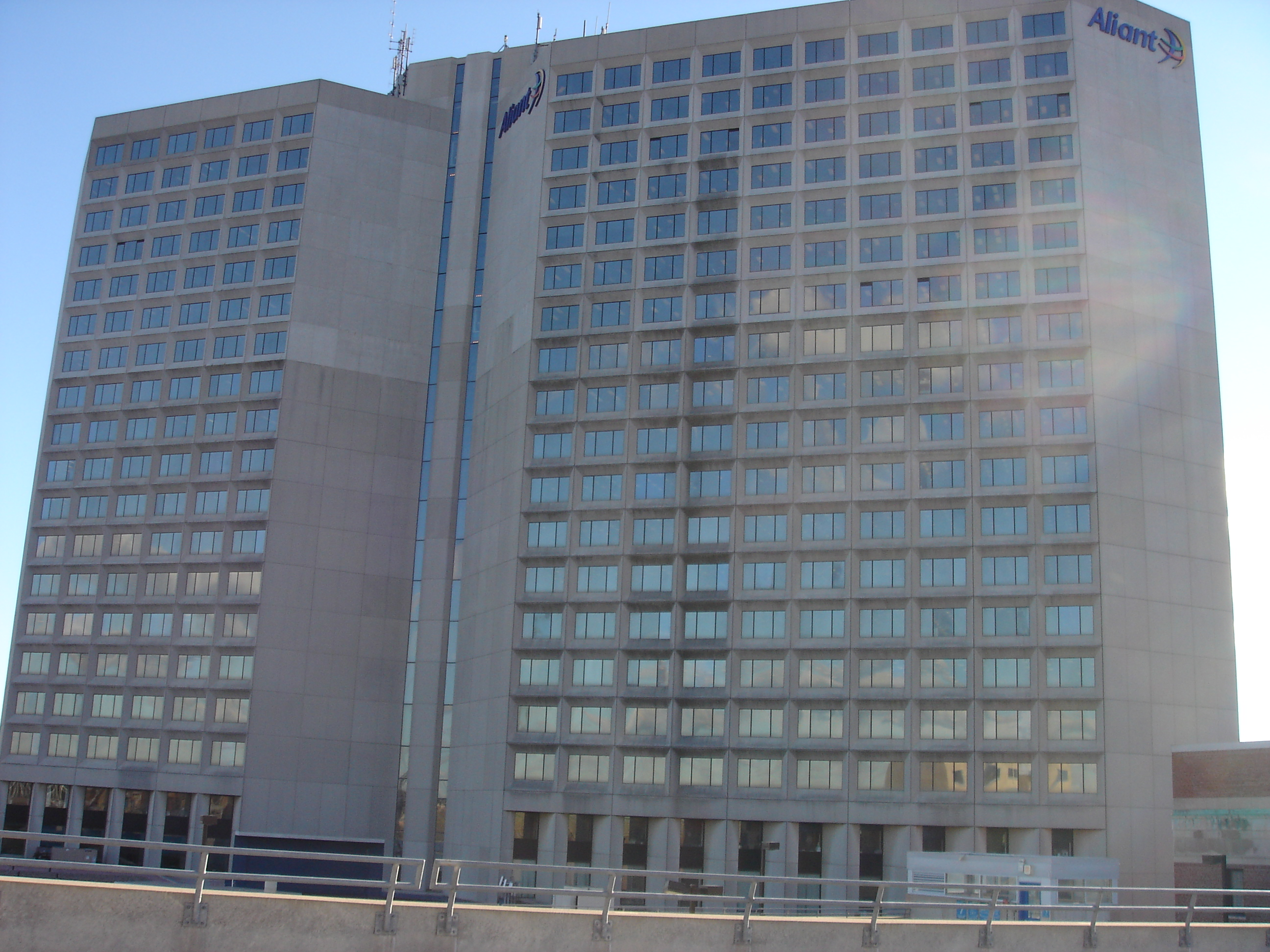
L'ancien siège social de MT & T dans le centre-ville d'Halifax.

La Maritime Telephone and Telegraph Company (aussi appelée MT & T et plus tard MTT) était une entreprise fournissant des services de télécommunications dans la province de Nouvelle-Écosse au Canada.
L'entreprise a été fondée en 1910 à Halifax, en Nouvelle-Écosse. En 1998, elle a fusionné avec NBTel, Island Telecom et NewTel Communications pour former Aliant.
De nombreux téléphones publics en Nouvelle-Écosse affichent encore la marque MTT.